# Antonio Negri

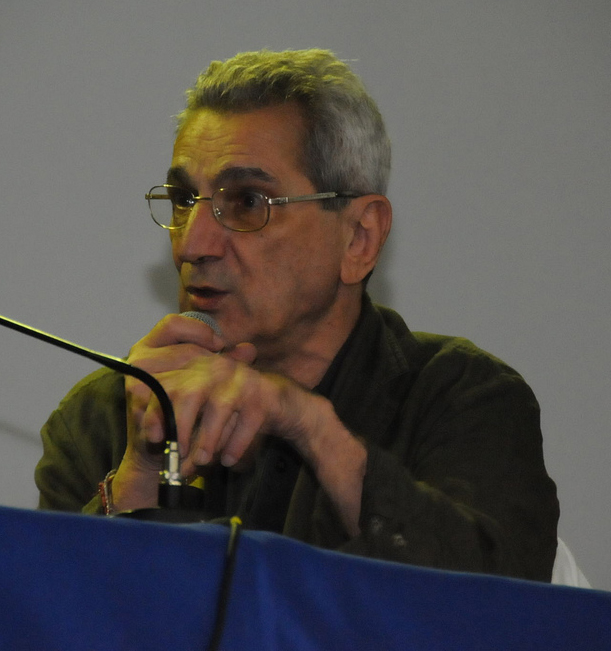
Antonio Negri (2008)

Antonio „Toni“ Negri (* 1. August 1933 in Padua; † 16. Dezember 2023 in Paris) war ein italienischer Philosoph und Politikwissenschaftler und ein bedeutender Vertreter der neomarxistischen Strömung des Operaismus.

## Leben und Werk
Negri war in jungen Jahren Mitglied der sozial engagierten katholischen Jugendbewegung Gioventù Italiana di Azione Cattolica (GIAC). 1956 trat er der Sozialistischen Partei Italiens (PSI) bei. Anfang der 1960er engagierte er sich in der Redaktion der Quaderni Rossi. Negri und andere Operaisten dominierten damals die lokale Zeitung der PSI (Progresso Veneto). Negri war Stadtrat der PSI in Padua. Aus Protest gegen die Koalition mit den Christdemokraten (DC) verließ er 1964 die Sozialistische Partei. 1963 kam es zum Bruch in der Redaktion der Quaderni Rossi. Raniero Panzieri und seine Anhänger blieben, Romano Alquati, Alberto Asor Rosa, Rita Di Leo, Pier Luigi Gasparotto, Claudio Greppi, Toni Negri, Massimo Paci und Mario Tronti verließen die QR und gründeten die Zeitschrift Classe operaia (Januar 1964).
Antonio Negri wurde bereits mit 33 Jahren Professor für Staatstheorie an der renommierten Universität Padua.
Nach einem Bruch mit Mario Tronti 1966 war Negri 1969 Mitgründer und Generalsekretär der Gruppe Potere Operaio. Anfang der 1970er Jahre verkündete er das Ende des Wertgesetzes und propagierte den bewaffneten Aufstand. Potere Operaio löste sich 1973 auf, viele Mitglieder und Sympathisanten zog es zur Prima Linea, einer bewaffneten Gruppe, andere schlossen sich der Autonomia Negris an. Auf die aufkeimende 77er-Bewegung, die offen mit allen traditionellen Vorstellungen von Arbeiterbewegung brach, auch denen der 68er, reagierte Negri mit dem Begriff „gesellschaftlicher Arbeiter“. Die Fabrik sei nicht mehr der zentrale Ort der Produktion und des Kampfes, sondern die ganze Gesellschaft. Die Konfrontationen mit den Symbolen des Staates wurden heftiger, man ging bewaffnet auf Demonstrationen und es kam zu Schusswechseln mit der Polizei. Rotbrigadisten ermordeten 1978 Aldo Moro, die folgende staatliche Reaktion erfasste die 77er-Bewegung.
Am 7. April 1979 wurden Negri und viele andere mit der Autonomia Organizzata in Verbindung stehende Intellektuelle und Universitätsdozenten verhaftet und als Terroristen und wegen des Umsturzversuches gegen den Staat angeklagt. Der Autonomia Organizzata wurde vorgeworfen, der Kopf der Roten Brigaden zu sein. Negri wurde 1984 zu 30 Jahren Haft verurteilt und 1986 zu weiteren viereinhalb, weil er die Zusammenstöße in den 1960er und 1970er Jahren moralisch unterstützt habe. Während seine formale Anklage vorbereitet wurde, konnte Negri 1983 für die Radikale Partei ins Parlament gewählt werden. Bevor seine parlamentarische Immunität aufgehoben werden konnte, floh Negri nach Frankreich, wo er 14 Jahre lebte und schreiben und lehren konnte.
Er setzte sich intensiv mit poststrukturalistischen Denkern wie Michel Foucault und vor allem Gilles Deleuze und Félix Guattari auseinander und schrieb ein Buch über Spinoza. 1997 kehrte er nach Rom zurück und wurde verhaftet, die letzten Jahre seiner Haft hatte er jedoch nur die Nacht im Gefängnis zu verbringen. Er wurde allerdings mit Lehrverbot belegt. Negri wurde 2003 entlassen. Er schrieb später auch für die Zeitschrift Futur Antérieur.
Toni Negris mit Michael Hardt geschriebener umfassender Traktat Empire – die neue Weltordnung, gefolgt vom programmatischen Multitude und dem dritten Teil Commonwealth (Sept. 2009, dt. Common Wealth, 2010), machten die Verfasser zu "Starintellektuellen", die vor allem bei der globalisierungskritischen Linken starke Resonanz finden, wie zum Beispiel der Gruppe der Disobbedienti. Negri und Hardt lernten sich 1986 in Paris kennen und wurden im Zuge einer einwöchigen gemeinsamen Arbeitswoche Freunde. Hardt war zum damaligen Zeitpunkt damit beschäftigt, Negris Spinoza-Buch ins Englische zu übersetzen.
Auf Anregung der Pariser Regisseurin Barbara Nicolier schrieb Negri 2005 Essaim, eine Bühnenfassung von Empire. Die deutsche Erstaufführung hatte Schwarm im Januar 2009 am Theater Bielefeld unter der Regie von Christian Schlüter mit Silvia Weiskopf in der Hauptrolle.
Toni Negri war Mitglied der Partei Democracy in Europe Movement 2025. Er starb im Alter von 90 Jahren am 16. Dezember 2023 in Paris.

## Schriften (Auswahl)
- - deutsch: Zyklus und Krise bei Marx. 2 Aufsätze, Merve Verlag, Berlin 1972.
- Crisi dello stato – piano comunismo e organizzazione rivoluzionaria, Florenz 1972.
  - deutsch: Krise des Planstaats, Kommunismus und revolutionäre Organisation, Merve-Verlag, Berlin 1973.
- Partito operaio contro il lavoro, 1974.
  - deutsch: Massenautonomie gegen historischen Kompromiß, Trikont Verlag, München 1977, ISBN 3-920-38584-5.
- Marx oltre Marx, 1979.
  - deutsch: Über das Kapital hinaus, Karl Dietz Verlag, Berlin 2019, ISBN 978-3-320-02360-7.
- L’anomalia selvaggia, Feltrinelli, Mailand 1981.
  - deutsch: Die wilde Anomalie: Baruch Spinozas Entwurf einer freien Gesellschaft, Wagenbach, Berlin 1981, ISBN 3-8031-3507-9.
- Il potere costituente. Saggio sulle alternative del moderno, SugarCo, Carnago, Varese 1992, ISBN 88-7198-179-0; Neuauflage Manifestolibri, Rom 2002, ISBN 88-7285-263-3.
  - französische Ausgabe: Le pouvoir constituant: essai sur les alternatives de la modernité, aus dem Italienischen übersetzt von Étienne Balibar und François Matheron, Presses universitaires de France, Paris 1997, ISBN 2130481213.
  - englische Ausgabe: Insurgencies :constituent power and the modern state, University of Minnesota Press, Minneapolis, Minn. 1999, ISBN 0-8166-2274-4.
- mit Michael Hardt Empire, Harvard University Press, Cambridge, Mass. 2000
  - deutsch: Empire – die neue Weltordnung, übersetzt von Thomas Atzert und Andreas Wirthensohn, Campus, Frankfurt am Main 2002, ISBN 3-593-37230-4.
- mit Michael Hardt Die Arbeit des Dionysos: Materialistische Staatskritik in der Postmoderne. (Aus dem Italienischen und Englischen von Thomas Atzert und Sabine Grimm), ID-Verlag, Berlin 1997, ISBN 3-89408-058-2.
- mit Michael Hardt Multitude: war and democracy in the age of empire, Penguin Books, London 2006, ISBN 0-14-101487-3.
  - deutsch: Multitude: Krieg und Demokratie im Empire, übersetzt von Thomas Atzert und Andreas Wirthensohn, Campus Verlag, Frankfurt am Main 2004, ISBN 3-593-37410-2.
- mit Michael Hardt Commonwealth, Belknap Press of Harvard University Press, Cambridge, Mass. 2009, ISBN 978-0-674-03511-9.
  - deutsch: Common Wealth: das Ende des Eigentums, übersetzt von Thomas Atzert und Andreas Wirthensohn, Campus Verlag, Frankfurt am Main 2010, ISBN 978-3-593-39169-4.
- mit Michael Hardt Declaration, 2012.
  - deutsch: Demokratie! Wofür wir kämpfen, Campus Verlag, Frankfurt am Main/New York 2013, ISBN 978-3-593-39825-9.
- Antonio Negri Illustrated: Interview in Venice, Red Quill Books, Ontario 2011, ISBN 978-1926958132.
- mit Michael Hardt: Assembly, Oxford University Press 2017 (E-Book).
  - deutsch: Assembly. Die neue demokratische Ordnung, Campus Verlag, Frankfurt am Main 2018, ISBN 978-3-593-50873-3.

## Filme
- Antonio Negri. Eine Revolte, die nicht endet. Dokumentarfilm von Alexandra Weltz und Andreas Pichler. Produzent: Christian Beetz. Deutschland 2004. gebrueder beetz filmproduktion / ZDF / arte; 52 Minuten. Verleih und DVD-Bestellung: Neue Visionen Filmverleih.
- Angela Melitopoulos: Antonio Negri – The Cell, Actar, ISBN 978-84-96540-89-7

## Nachrufe
- Christian Geyer: Nachruf in der FAZ vom 18. Dezember 2023 (S. 9, Feuilleton): Das Kapital kennt kein Außen.
- Andreas Fanizadeh: Der Autonomia größter Denker, veröffentlicht am 17. Dezember 2023 auf taz.de.
- Gerhard Hanloser: Antonio Negri: Der große Zauberer, veröffentlicht am 18. Dezember 2023 auf nd-aktuell.de.